# Kari Jobe
Kari Brooke Jobe (Waco, 6 aprile 1981) è una cantante statunitense.

## Biografia
Kari Jobe è nata a Waco, Texas da Mark Douglas e Caroline "Sandy" Jobe. 
Jobe ha iniziato a cantare a 3 anni ed è diventata cristiana all'età di 5 anni. Successivamente ha frequentato la Oral Roberts University, Christ For The Nations Institute e la Dallas Baptist University e ha ottenuto la laurea in studi pastorali e psicologia.
Kari Jobe ha vinto due Dove Awards per Special Event Album of the Year e Spanish Language album ed è stata nominata per New Artist of the Year.
Nel 2012 ha ricevuto la sua prima nominazione ai Grammy per Where I Find You come Best Contemporary Christian Album.

## Discografia
- Bethlehem (2007)
- Kari Jobe (2009)
- Le Canto (2009)
- Where I Find You (2012)
- Donde Te Encuentro (2012)